# César Lorduy
César Augusto Lorduy Maldonado (Barranquilla, 1 de julio de 1956) es un abogado, empresario y político colombiano. De 2022 a 2025 fue magistrado del Consejo Nacional Electoral.

## Biografía
Lorduy nació en Barranquilla el 1 de julio de 1956. Realizó sus estudios de bachillerato en el colegio Barranquilla para Varones. Se graduó como abogado en la Universidad de la Costa. Después realizó varios estudios de posgrados, entre ellos, especialización en derecho ambiental de la Universidad Externado de Colombia, y especialización en derecho laboral de la Universidad del Norte. Cuenta con estudios de especialización en derecho de sociedades de la Universidad Javeriana en convenio con la Universidad del Norte, así como de maestría en derecho, en esta última institución.
Trabajó 36 años con la empresa petroquímica Monómeros Colombo Venezolanos, de la que fue vicepresidente Jurídico, apoderado general, asesor, y presidente de la fundación vinculada a esa empresa. También ha sido directivo en la Asoportuaria, la Corporación Autónoma Regional del Atlántico, la Asociación Nacional de Empresarios de Colombia (ANDI), la Cámara de Comercio de Barranquilla y la Universidad del Atlántico.
Ha sido profesor de la Universidad del Atlántico, la Universidad Externado de Colombia, la Universidad del Norte y la Universidad de la Costa. También se ha desempeñado como columnista de diferentes medios, entre ellos el El Heraldo de Barranquilla y los diarios económicos La República y Portafolio. Sus columnas de prensa han tratado sobre temas diversos, como la navegabilidad del río Magdalena y la competitividad portuaria o la crisis la crisis del gas entre 2015 y 2016. Así mismo, ha sido un interlocutor empresarial de los principales líderes políticos del Atlántico, en particular con la familia Char.

### En la política
Como fórmula de Arturo Char ganó las elecciones a las Cámara de Representantes en marzo de 2018 después de obtener un total de 77 467 votos.
Lorduy fue integrante de la Comisión Primera de la Cámara de Representantes. La célula legislativa de la que hace está compuesta por 38 congresistas. Ha sido coautor de 159 iniciativas legislativas, ponente de 39, y autor de 14. Fue coautor junto con Char de la Ley que rinde honores a la cantante Esthercita Forero y la Ley de titulación de predios.

## Casos judiciales

### Asesinato de Alicia Mercedes
El 5 de marzo de 1979, a la edad de 23 años, Lorduy mató en Barranquilla a Alicia Mercedes Ribaldo Pardo con una escopeta de celador. Lorduy estaba manipulando el arma y según su testimonio esta se disparó accidentalmente. Sin embargo, la versión de la familia de Alicia es diferente, ya que aseguran que Lorduy asesinó intencionalmente a la mujer. La mamá de Alicia, Clara Luz Pardo de Ribaldo, afirmó que varios testigos presenciaron los hechos. El caso prescribió.

### Denuncias de Ingrid Aguirre
El 19 de octubre de 2023, Lorduy fue denunciado por acoso sexual y concusión por la representante Ingrid Aguirre quién manifestó que siendo este magistrado de la CNE, según declaraciones públicas de Aguirre: «me pidió $500 millones para no revocar a la candidata de la alcaldía de Santa Marta, Patricia Caicedo. Como no accedí a sus pretensiones económicas, me dijo que le podía pagar con mi cuerpo. Me lo dijo en las instalaciones del Consejo Nacional Electoral». Lourdy no ha hecho pronunciamientos públicos acerca de esta denuncia.

## Premios y reconocimientos
En octubre de 2004 fue escogido como Ejecutivo Sobresaliente por la Cámara Junior de Colombia, en 2015 ganó el premio al «personaje del año» por la Asociación Colombiana de Periodistas (ACP), y en dos oportunidades ha sido condecorado por la Alcaldía de Barranquilla con la medalla Bocas de Ceniza.
Recibió la Orden Civil al Mérito Ciudad de Barranquilla en el grado medalla Bocas de Ceniza, tanto en 2003 como en 2014, y el premio Ejecutivo Sobresaliente de la Cámara Junior de Barranquilla. El panel de opinión: La voz de los mejores de la firma Cifras & Conceptos le seleccionó como uno de los mejores representantes a la cámara a nivel nacional en el 2019 y el primero en el Caribe. Lorduy también recibió un reconocimiento de la Asociación de Periodistas Independientes.
En julio de 2021 fue condecorado por el Congreso de la República con la Orden de la Democracia Simón Bolívar.